# Berufskolleg Ost der Stadt Essen
Das Berufskolleg Ost ist eine Tagesschule und Abendschule des zweiten Bildungswegs im Essener Stadtteil Huttrop sowie eine Berufsschule. Hier können Schüler das Abitur oder die Fachhochschulreife erlangen.
Des Weiteren wird für 39 Berufe der schulische Teil der Dualen Ausbildung angeboten.

## Schulformen
Folgende Schulformen und Fachgebiete werden angeboten:
- Berufsschule in den Berufsfeldern[9]

- Bautechnik
- Medien- und Drucktechnik
- Edelmetall
- Farbe und Werbung
- Gartenbau
- Holztechnik und Gestaltung
- Nahrung und Gastronomie

- Berufsfachschule[10]

- Fachoberschule[10]

- Fachschule für Technik[10]

## Schulgebäude

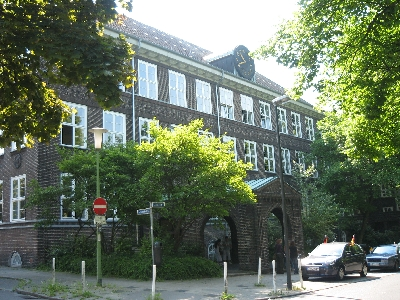
Ehemaliges Gebäude, bis 1975

Das Berufskolleg war ursprünglich im Gebäude des heutigen Ruhr-Kollegs an der Seminarstraße 9 beheimatet. Aus Platzmangel wurde 1975 ein neuer Gebäudekomplex an der Knaudtstraße 25 errichtet, der 1976 bezogen wurde. Der Neubau hat mit 20.370 m² eine größere Kapazität im Vergleich zum alten Gebäude mit 1.580 m². Der Bildungskomplex besitzt:
- eine Turnhalle
- eine Autolackiererei[11]
- eine Werkstatt für die Bau-, Schreiner- und Tischlerausbildung[11]
- ein Fotolabor/Studio[12]
- Labore für die Gemmologie[11]
- eine Werkstatt für die Goldschmiede-, Silberschmiede- und Feinpoliererausbildung[11]
- eine Werkstatt für die Bühnenmaler- und Bühnenplastikerausbildung[11]
- eine Werkstatt für die Buchbinderausbildung[11]
- Schnitträume für die Mediengestalterausbildung[11]
- eine industrielle Lehrküche[13][11]
- eine Werkstatt für Schilder- und Lichtreklameherstellerausbildung[14]

Weiterhin hat das Berufskolleg eine Außenstelle im Grugapark, in der Nähe Mustergartenanlage. Diese dient zur Ausbildung im Garten- und Landschaftsbau.
Mit einer Fläche von 20.370 m² und rund 3700 Schülern ist die Schule das größte Berufskolleg in Essen.

## Partnerschulen
Das Berufskolleg Ost hat drei Partnerschulen im europäischen Raum:
- das Leeds College of Building in Leeds, Vereinigtes Königreich (seit 1992)[17]
- das Kolleg  Zespólu Szkól Techniczno-Informatycznych in Gliwice, Polen (seit 1992)[18]
- das Kolleg ROC Veghel in Veghel, Niederlande (seit 1998)[19]

## Belege
1. 1 2  Schulliste.eu: Berufskolleg Ost der Stadt Essen - Sekundarstufe II
2. 1 2 3  Nordrhein-Westfalen Jahrbuch 2010, Seite 122
3. ↑  Homepage der Stadt Essen: Berufskolleg Ost (Memento des Originals vom 19. Februar 2019 im Internet Archive)  Info: Der Archivlink wurde automatisch eingesetzt und noch nicht geprüft. Bitte prüfe Original- und Archivlink gemäß Anleitung und entferne dann diesen Hinweis.
4. 1 2  Bundesverband Systemgastronomie: Berufskolleg Ost der Stadt Essen
5. ↑  Berufskolleg Ost: Schulleitung (Memento des Originals vom 19. Februar 2019 im Internet Archive)  Info: Der Archivlink wurde automatisch eingesetzt und noch nicht geprüft. Bitte prüfe Original- und Archivlink gemäß Anleitung und entferne dann diesen Hinweis.
6. ↑  Fachhochschulreifeprüfung am Berufskolleg Ost. In: Westdeutsche Allgemeine Zeitung. Funke Mediengruppe, 28. Januar 2014, abgerufen am 1. Mai 2025.
7. ↑  Bundesverband Systemgastronomie: Berufskolleg Ost der Stadt Essen (BKO Essen) (Memento des Originals vom 19. Februar 2019 im Internet Archive)  Info: Der Archivlink wurde automatisch eingesetzt und noch nicht geprüft. Bitte prüfe Original- und Archivlink gemäß Anleitung und entferne dann diesen Hinweis.
8. ↑  Berufskolleg Ost: Schulinfos, Berufskolleg Ost der Stadt Essen (Memento des Originals vom 19. Februar 2019 im Internet Archive)  Info: Der Archivlink wurde automatisch eingesetzt und noch nicht geprüft. Bitte prüfe Original- und Archivlink gemäß Anleitung und entferne dann diesen Hinweis.
9. ↑  Berufskolleg Ost: Berufe
10. 1 2 3  Internetquelle: Bildungsgänge, berufskolleg-ost-essen.com
11. 1 2 3 4 5 6 7 8 9  Youtube: Berufskolleg Ost Essen, Imagefilm
12. ↑  Homepage der Stadt Essen: Fotoshooting mit städtischen Azubis am Berufskolleg Ost (Memento des Originals vom 19. Februar 2019 im Internet Archive)  Info: Der Archivlink wurde automatisch eingesetzt und noch nicht geprüft. Bitte prüfe Original- und Archivlink gemäß Anleitung und entferne dann diesen Hinweis.
13. ↑  Übergabe der sanierten Lehrküche im Berufskolleg Ost (Memento des Originals vom 19. Februar 2019 im Internet Archive)  Info: Der Archivlink wurde automatisch eingesetzt und noch nicht geprüft. Bitte prüfe Original- und Archivlink gemäß Anleitung und entferne dann diesen Hinweis.; Pressemeldung auf der Homepage der Stadt Essen
14. ↑  Berufskolleg Ost: Schilder- und Lichtreklamehersteller/-in
15. ↑  Berufskolleg Ost: Informationen zur Schule Homepage (Memento des Originals vom 15. Dezember 2017 im Internet Archive)  Info: Der Archivlink wurde automatisch eingesetzt und noch nicht geprüft. Bitte prüfe Original- und Archivlink gemäß Anleitung und entferne dann diesen Hinweis.
16. ↑  Grugapark Essen: 50 Jahre Gartenschau
17. ↑  Berufskolleg Ost: Partnerschule in Leeds
18. ↑  Berufskolleg Ost: Partnerschule in Gliwice
19. ↑  Berufskolleg Ost: Partnerschule in Veghel